# Puente del Rey (Bausén)
El Puente del Rey (en occitano Pònt deth Rei, en francés Pont du Roi) es un puente y cruce de frontera sobre el río Garona que conecta el Valle de Arán en España con el departamento del Haute-Garonne en Francia. El puente comunica la carretera N-230 del lado español con la Route nationale 125 del lado francés.

## Historia
En 1513, se firmó el Tratado de Arrem (Fos) cerca del Puente del Rey con el impulso de las monarquías francesa y española. El rey español era en ese momento Fernando II el Católico y el rey francés Luis XII, conocido como Luis de Orleans. Este Tratado garantizaba el libre paso y el intercambio de bienes entre los valles a ambos lados de la frontera.
El cruce de la frontera fue utilizado por muchos refugiados españoles que huían a Francia durante la guerra civil española (1936-1939). Durante la Segunda Guerra Mundial (1939-1944) el Puente del Rey fue utilizado por muchos judíos que huían de la persecución que sufrían en la Europa ocupada por los alemanes. La aduana del Puente del Rey se convirtió en la vía de entrada a España de aquellos que portaban la documentación en regla. Pero en 1940 dejó de aceptarse el visado de entrada por la presión del gobierno alemán. Por tanto, la entrada a España solo era posible de modo irregular, por los puertos de montaña.
En 1944, el Puente del Rey fue el punto de entrada y retirada de los restos del Frente Popular más allá de España (los maquis) durante la fallida Invasión del Valle de Arán.